# Departamento Pilagás
Das Departamento Pilagás liegt im Nordwesten der Provinz Formosa im Norden Argentiniens und ist eine von neun Verwaltungseinheiten der Provinz. Es grenzt im Norden an Paraguay, im Osten an das Departamento Pilcomayo, im Süden an das Departamento Pirané und im Westen an das Departamento Patiño.
Die Hauptstadt des Departamento Pilagás ist El Espinillo.

## Bevölkerung
Nach Schätzungen des INDEC stieg die Zahl der Einwohner im Departamento Pilagás von 17.523 (2001) auf 21.236 Einwohner im Jahre 2005.

## Städte und Gemeinden
Das Departamento Pilagás gliedert sich in die beiden Gemeinden dritter Kategorie El Espinillo und Misión Tacaaglé, die Comisiones de Fomento Buena Vista und Tres Lagunas und in die Junta Vecinal Provincial Portón Negro.
Koordinaten: 25° 0′ S, 58° 30′ W